# Kizil-Kija repülőtér
A Kizil-Kija repülőtér (kirgiz nyelven: Кызыл-Кыя аэропорту, orosz nyelven: Кызыл-Кийский аэропорт) (ICAO: UAFS) Kirgizisztán egyik nemzetközi repülőtere, amely Kizilkija közelében található. 
A Kizil-Kija repülőtér az 1930-as években kezdte meg működését a bányaváros közelében lévő leszállópályaként. A jelenlegi kifutópálya és terminál az 1970-es években épült. Ez egy 3C osztályú regionális repülőtér. A kifutópálya 22 tonnás súlykorlátozással rendelkezik, műszeres leszállási lehetőséggel nem rendelkezik, és csak a nappali órákban üzemel.
Bár a Kizil-Kija repülőtér közel van az üzbegisztáni határhoz, nincs vám- és határellenőrzés, és csak Kirgizisztánon belüli járatokat szolgál ki. A Kizil-Kija 2002-ig egész évben összeköttetésben állt Biskek, Os és Csolpon-Ata repülőterekkel.

## Futópályák
A repülőtér futópályái:
- 11/29